# Aloe antsingyensis
Aloe antsingyensis ist eine Pflanzenart der Gattung der Aloen in der Unterfamilie der Affodillgewächse (Asphodeloideae). Das Artepitheton antsingyensis verweist auf das Vorkommen der Art bei Antsingy auf Madagaskar.

## Beschreibung

### Vegetative Merkmale
Aloe antsingyensis wächst stammbildend. Der niederliegende Stamm erreicht eine Länge von bis zu 100 Zentimeter und einen Durchmesser von 1 Zentimeter. Die linealischen Laubblätter sind entlang der Triebe zerstreut angeordnet. Die trübgrüne Blattspreite ist 20 bis 50 Zentimeter lang und 2 Zentimeter breit. Die Zähne am Blattrand sind bis zu 1 Millimeter lang und stehen 10 Millimeter voneinander entfernt. Die gestreiften und weiß gefleckten Blattscheiden sind 2 bis 3 Zentimeter lang.

### Blütenstände und Blüten
Der einfache Blütenstand erreicht eine Länge von 10 bis 12 Zentimeter. Die lockeren, zylindrischen Trauben sind 4 bis 10 Zentimeter lang und bestehen aus 15 bis 30 Blüten. Die spitzen Brakteen weisen eine Länge von etwa 8 bis 10 Millimeter auf. Die roten, grün gespitzten Blüten stehen an 8 bis 10 Millimeter langen Blütenstielen. Die Blüten sind etwa 20 Millimeter lang und an ihrer Basis gerundet. Auf Höhe des Fruchtknotens weisen die Blüten einen Durchmesser von etwa 8 Millimeter auf. Darüber sind sie leicht verengt und dann zur Mündung leicht erweitert. Ihre äußeren Perigonblätter sind auf einer Länge von 3 bis 4 Millimetern nicht miteinander verwachsen. Die Staubblätter und der Griffel ragen bis zu 1 Millimeter aus der Blüte heraus.

### Früchte
Die Früchte sind niedergedrückt kugelförmige Beeren von etwa 15 Millimetern Länge.

## Systematik und Verbreitung
Aloe antsingyensis ist auf Madagaskar auf Kalksteinfelsen verbreitet.
Die Erstbeschreibung als Lomatophyllum antsingyense durch Jacques Désiré Leandri wurde 1935 veröffentlicht. Leonard Eric Newton und Gordon Douglas Rowley stellten die Art 1996 in die Gattung Aloe.

## Nachweise